# Tilletia menieri
Tilletia menieri är en svampart som beskrevs av Har. & Pat. 1904. Tilletia menieri ingår i släktet Tilletia och familjen Tilletiaceae.   Inga underarter finns listade i Catalogue of Life.